# Storczyk

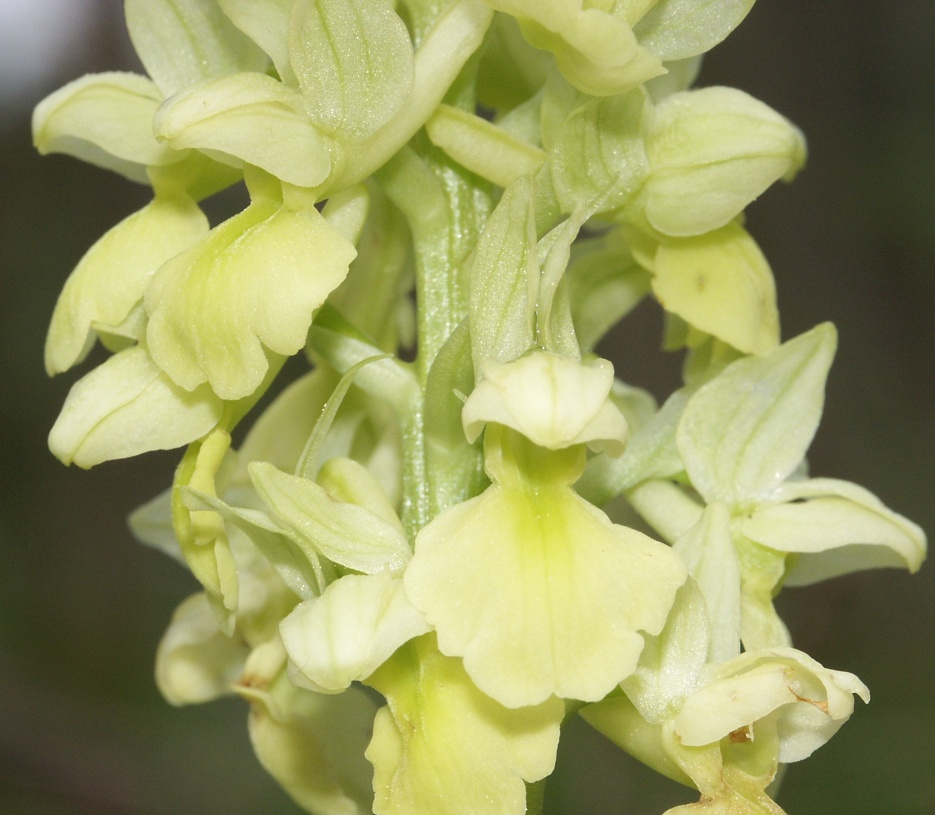
Orchis pallens

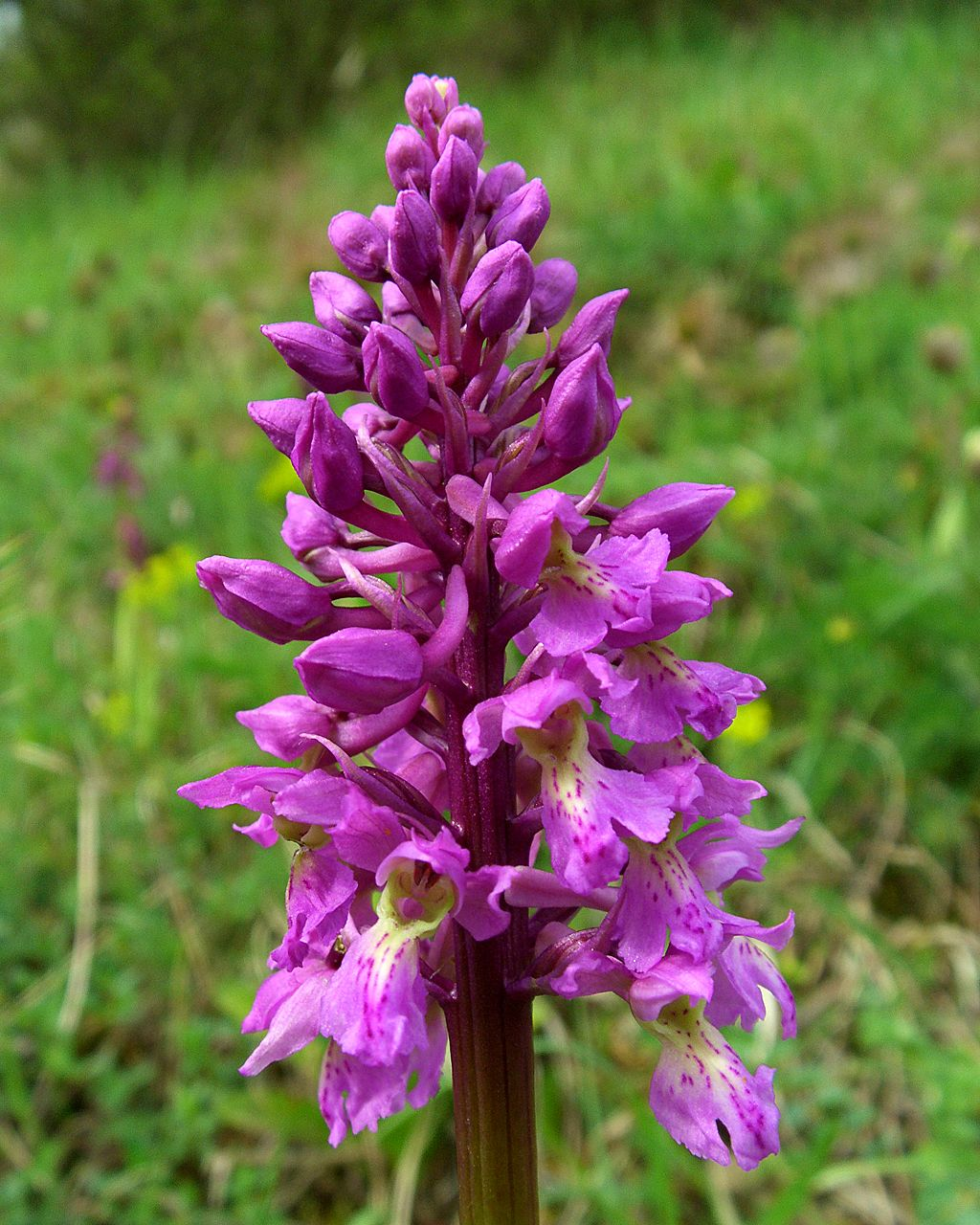
Orchis mascula

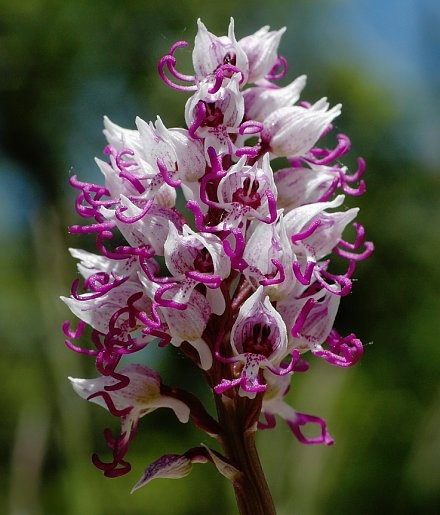
Orchis simia

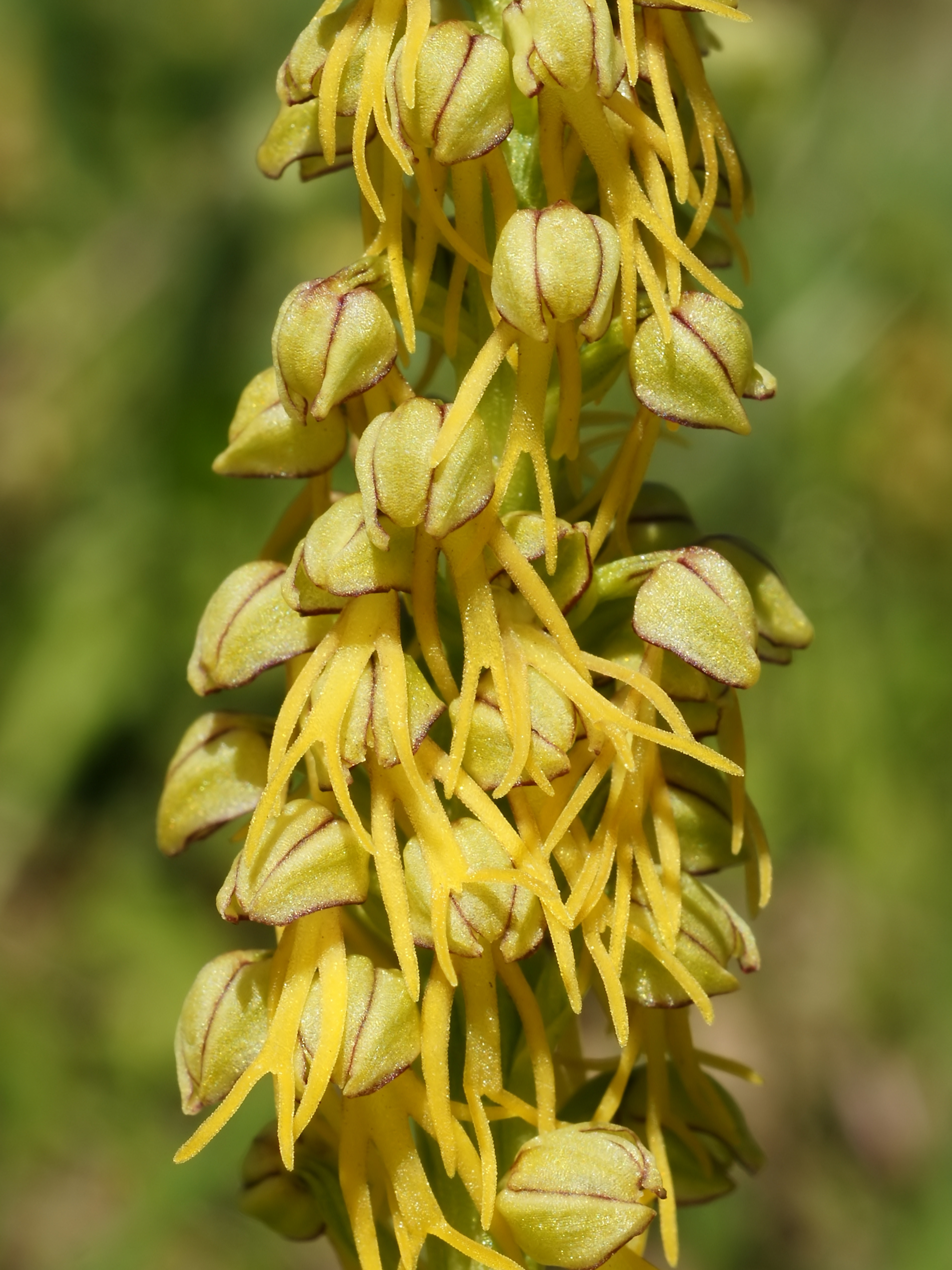
Orchis anthropophora

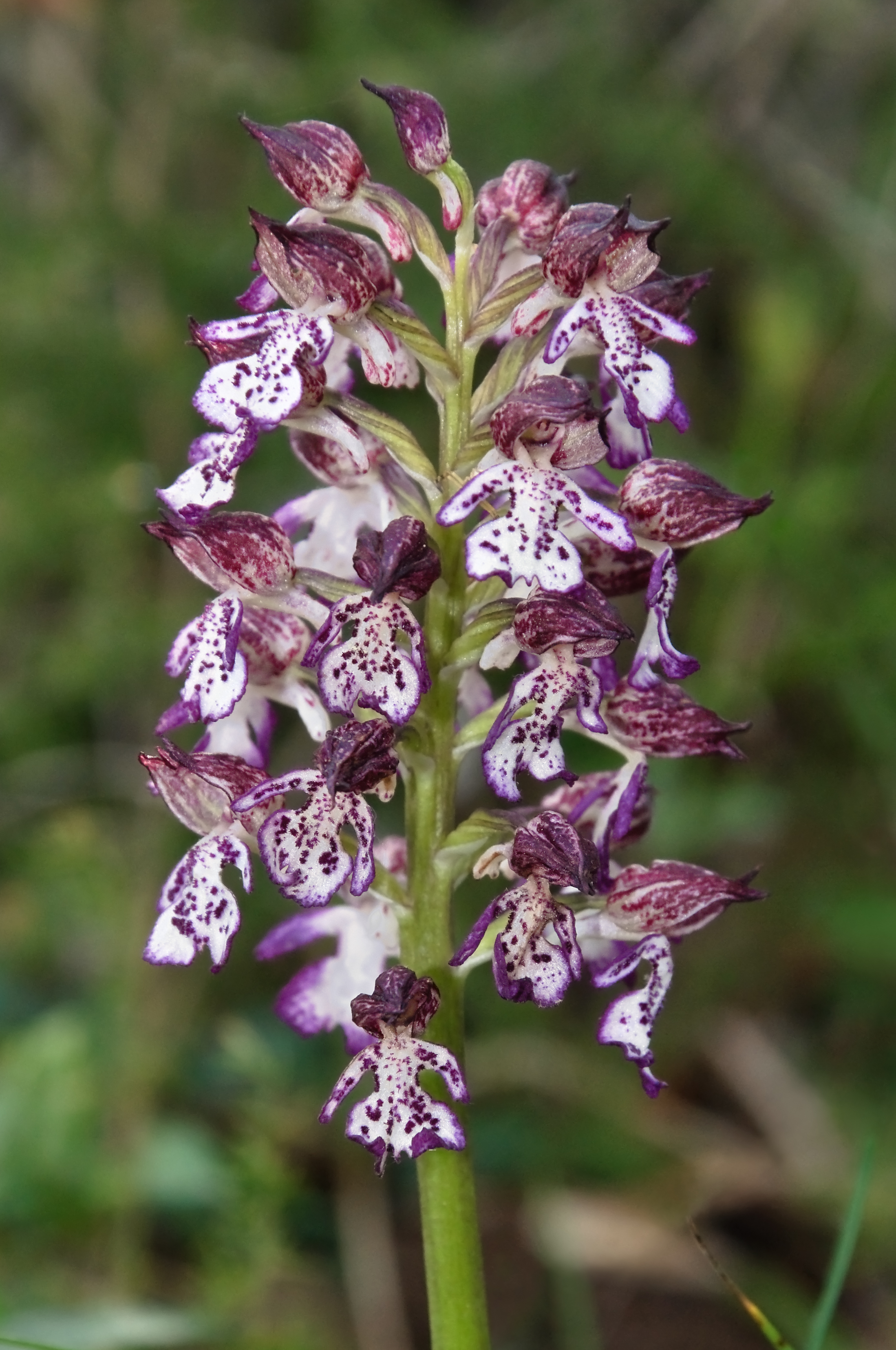
Orchis purpurea

Storczyk (Orchis L.) – rodzaj bylin należących do rodziny storczykowatych (Orchidaceae). W zależności od ujęcia systematycznego klasyfikowanych jest do tego rodzaju od 17 do 33 gatunków, przy czym większa liczba podawana jest w starszych klasyfikacjach. Po odkryciu, w końcu lat 90. XX wieku, polifiletycznego charakteru rodzaju w tradycyjnym ujęciu, część zaliczanych tu gatunków przeniesiona została przez taksonomów do rodzajów koślaczek (Anacamptis) i Neotinea. Gatunkiem typowym jest storczyk kukawka (Orchis militaris L.).

## Morfologia
LiścieNa łodydze tylko jeden osadzony pochwiasto liść, pozostałe skupione u nasady w różyczkę.
KorzeńDwie jajowate do kulistych, niepodzielne, podziemne bulwy.
KwiatyZebrane w kształtny, gęsty kłos osadzony na szczycie łodygi. Kwiaty rozmieszczone w kątach błoniastych i zasychających przysadek krótszych od zalążni. Warżka kwiatu skierowana w dół, opatrzona ostrogą. Niektóre gatunki tego rodzaju wykształciły kwiaty o specyficznych kształtach lub zapachach, przywabiających owady.

## Systematyka
W latach 90. XX wieku badania molekularne wykazały jednoznacznie polifiletyczny charakter rodzaju w tradycyjnym ujęciu. Wyniki wsparte badaniami kariotypów oraz nad hybrydyzacją dowiodły, że rodzaj Orchis s.l. w istocie obejmował trzy niespokrewnione bezpośrednio klady. Grupa ze storczykiem samczym (Orchis morio) licząca 12–15 gatunków (w zależności od ich ujęcia systematycznego) tworzy linię rozwojową wspólną z gatunkiem z monotypowego rodzaju koślaczek (Anacaptis), do którego to rodzaju w efekcie przeniesiono gatunki z grupy O. morio. Wszystkie gatunki tej grupy mają w fazie diploidalnej 32 lub 36 chromosomy. Grupa ta jest ściśle spokrewniona z rodzajem Serapias i wraz z nim tworzy grupę siostrzaną dla rodzaju dwulistnik (Ophrys). 
Drugi klad przedstawicieli tradycyjnie opisywanego rodzaju Orchis obejmuje storczyka drobnokwiatowego (Orchis ustulata) i trzy spokrewnione z nim gatunki. Taksony te tworzą grupę o wspólnym pochodzeniu z Neotinea maculata. W efekcie cała grupa zaliczona została do rodzaju Neotinea. Rośliny te posiadają 42 chromosomy oraz dodatkowy chromosom B.
W końcu trzeci klad wraz z gatunkiem typowym tj. storczykiem kukawką (Orchis militaris) pozostał w rodzaju Orchis s.s. Do 17–25 gatunków (w zależności od ujęcia systematycznego) dołączono Aceras anthropophorum jako Orchis anthropophora – gatunek należący do wspólnego kladu z pozostałymi storczykami tej grupy. Rośliny tu zaliczane posiadają 42 chromosomy (2n). 
Pozycja systematyczna
Rodzaj sklasyfikowany do podplemienia Orchidinae w plemieniu Orchideae, podrodzina storczykowe (Orchidoideae), rodzina storczykowate (Orchidaceae), rząd szparagowce (Asparagales) w obrębie roślin jednoliściennych.
Gatunki zaliczane do rodzaju Orchis s.l. występujące we florze polskiej
Pierwsza nazwa naukowa według listy krajowej, druga – obowiązująca według bazy taksonomicznej Plants of the World online (jeśli jest inna)
- storczyk blady Orchis pallens L.
- storczyk błotny Orchis palustris Jacq. ≡ Anacamptis palustris (Jacq.) R.M.Bateman, Pridgeon & M.W.Chase
- storczyk cuchnący Orchis coriophora L. ≡ Anacamptis coriophora (L.) R.M.Bateman, Pridgeon & M.W.Chase
- storczyk drobnokwiatowy Orchis ustulata L. ≡ Neotinea ustulata (L.) R.M.Bateman, Pridgeon & M.W.Chase
- storczyk kukawka Orchis militaris L.
- storczyk męski Orchis mascula (L.) L.
- storczyk purpurowy Orchis purpurea Huds.
- storczyk samczy, s. samiczy Orchis morio L. ≡ Anacamptis morio (L.) R.M.Bateman, Pridgeon & M.W.Chase
- storczyk trójzębny Orchis tridentata Scop. ≡ Neotinea tridentata (Scop.) R.M.Bateman, Pridgeon & M.W.Chase – gatunek uważany w Polsce za wymarły, odnaleziony ponownie w 2012 roku[13][14].

Pełny wykaz gatunków
Przedstawiciele rodzaju Orchis sensu stricto:
- Orchis adenocheila Czerniak., Bot. Mater. Gerb. Glavn. Bot. Sada RSFSR 5: 173 (1924)
- Orchis anatolica Boiss., Diagn. Pl. Orient. 5: 56 (1844)
- Orchis anthropophora (L.) All., Fl. Pedem. 2: 148 (1785) (syn. Aceras anthropophorum)
- Orchis brancifortii Biv., Stirp. Rar. Sicilia 1: 3 (1813)
- Orchis galilaea (Bornm. & M.Schulze) Schltr., Repert. Spec. Nov. Regni Veg. 19: 47 (1923)
- Orchis italica Poir. in J.B.A.M.de Lamarck, Encycl. 4: 600 (1798)
- Orchis laeta Steinh., Ann. Sci. Nat., Bot., II, 9: 209 (1838)
- Orchis mascula (L.) L., Fl. Suec., ed. 2: 310 (1755) – storczyk męski
- Orchis militaris L., Sp. Pl.: 941 (1753) – storczyk kukawka
- Orchis olbiensis Reut. ex Gren., Mém. Soc. Émul. Doubs, III, 3: 6 (1859)
- Orchis pallens L., Mant. Pl. 2: 292 (1771) – storczyk blady
- Orchis patens Desf., Fl. Atlant. 2: 318 (1799)
- Orchis pauciflora Ten., Fl. Napol., Prodr.: lii (1812)
- Orchis provincialis Balb. ex Lam. & DC., Syn. Pl. Fl. Gal.: 169 (1806)
- Orchis punctulata Steven ex Lindl., Gen. Sp. Orchid. Pl.: 273 (1835)
- Orchis purpurea Huds., Fl. Angl.: 334 (1762) – storczyk purpurowy
- Orchis quadripunctata Cirillo ex Ten., Fl. Napol., Prodr.: liii (1812)
- Orchis simia Lam., Fl. Franç. 3: 507 (1779) – storczyk małpi
- Orchis sitiaca (Renz) P.Delforge, Naturalistes Belges 71: 107 (1990)
- Orchis spitzelii Saut. ex W.D.J.Koch, Syn. Fl. Germ. Helv.: 686 (1837)
- Orchis troodi (Renz) P.Delforge, Naturalistes Belges 71: 107 (1990)

Grupa przeniesiona do rodzaju koślaczek (Anacamptis):
- Anacamptis boryi (Rchb.f.) R.M.Bateman, Pridgeon & M.W.Chase, Lindleyana 12: 120 (1997)
- Anacamptis collina (Banks & Sol. ex Russell) R.M.Bateman, Pridgeon & M.W.Chase, Lindleyana 12: 120 (1997)
- Anacamptis coriophora (L.) R.M.Bateman, Pridgeon & M.W.Chase, Lindleyana 12: 120 (1997) → storczyk cuchnący (Orchis coriophora L.)
- Anacamptis cyrenaica (E.A.Durand & Barratte) H.Kretzschmar, Eccarius & H.Dietr., Orchid Gen. Anacamptis Orchis Neotinea, ed. 2: 178 (2007)
- Anacamptis israelitica (H.Baumann & Dafni) R.M.Bateman, Pridgeon & M.W.Chase, Lindleyana 12: 120 (1997)
- Anacamptis laxiflora (Lam.) R.M.Bateman, Pridgeon & M.W.Chase, Lindleyana 12: 120 (1997)
- Anacamptis morio (L.) R.M.Bateman, Pridgeon & M.W.Chase, Lindleyana 12: 120 (1997) → storczyk samczy (Orchis morio L.)
- Anacamptis palustris (Jacq.) R.M.Bateman, Pridgeon & M.W.Chase, Lindleyana 12: 120 (1997) → storczyk błotny (Orchis palustris Jacq.)
- Anacamptis papilionacea (L.) R.M.Bateman, Pridgeon & M.W.Chase, Lindleyana 12: 120 (1997)
- Anacamptis sancta (L.) R.M.Bateman, Pridgeon & M.W.Chase, Lindleyana 12: 120 (1997)

Grupa przeniesiona do rodzaju Neotinea:
- Neotinea commutata (Tod.) R.M.Bateman, Bot. J. Linn. Soc. 142: 12 (2003)
- Neotinea conica (Willd.) R.M.Bateman, Bot. J. Linn. Soc. 142: 12 (2003).
- Neotinea lactea (Poir.) R.M.Bateman, Pridgeon & M.W.Chase, Lindleyana 12: 122 (1997)
- Neotinea tridentata (Scop.) R.M.Bateman, Pridgeon & M.W.Chase, Lindleyana 12: 122 (1997) → storczyk trójzębny
- Neotinea ustulata (L.) R.M.Bateman, Pridgeon & M.W.Chase, Lindleyana 12: 122 (1997) → storczyk drobnokwiatowy

## Ochrona
Wszystkie gatunki tego rodzaju występujące w Polsce objęte są ścisłą ochroną gatunkową. Ze względu na zagrożenie wyginięciem niektóre gatunki wpisane są do Polskiej Czerwonej Księgi Roślin. Storczyk trójzębny (O. tridentata) uważany jest za wymarły.